# Lathrolestes occultor
Lathrolestes occultor är en stekelart som beskrevs av Aubert 1984. Lathrolestes occultor ingår i släktet Lathrolestes och familjen brokparasitsteklar. Inga underarter finns listade i Catalogue of Life.